# Верховино (Нікольський район)
Верхо́вино (рос. Верховино) — присілок у складі Нікольського району Вологодської області, Росія. Входить до складу Кемського сільського поселення.

## Населення
Населення — 100 осіб (2010; 114 у 2002).
Національний склад (станом на 2002 рік):
- росіяни — 100 %